# Louis Allier de Hauteroche
Louis Allier de Hauteroche (né à Lyon le 24 janvier 1766 et mort à Paris le 17 novembre 1827,) était un numismate français.

## Biographie
La révolution française conduit ce fils de famille noble à s'exiler à Constantinople dans l'ambassade du Général Aubert du Bayet. Il commence dès ce moment à s'intéresser aux médailles, collection qu'il complétera dans ses voyages en Grèce et en Égypte.
De retour en France en 1800, il est nommé consul de France à Héraclée du Pont.
Des problèmes avec les autorités locales l'oblige à fuir en 1803. Il trouve refuge à Constantinople auprès de l'ambassadeur Guillaume Brune, avant de rejoindre Louis-François-Sébastien Fauvel à Athènes.
Numismate, il possède selon Etienne Soulange-Bodin : « la collection la plus complète de médailles grecques qu'il y ait peut-être en Europe, dans les cabinets particuliers, non seulement pour l'assortiment des pièces, fruit précieux, mais pénible, d'une infinité de recherches et d'échanges, mais surtout par leur beauté et par leur conservation. »
De retour en France, il fonda en 1821 le prix de numismatique ancienne qui porte son nom à l'Académie des inscriptions et belles-lettres.
Sans descendance, il fait de sa nièce sa légataire universelle et lègue au cabinet du Roi une tessère syrienne à double date et une médaille en or, de Persée, roi de Macédoine, alors seul exemplaire connu.
Louis Allier de Hauteroche était chevalier des Ordres de Saint-Jean de Jérusalem du Saint-Sépulcre.